# Mohammad Omar
Pour les articles homonymes, voir Omar.
Mohammad Omar (pachto : محمد عمر), plus connu sous le nom de mollah Omar (pachto : ملا عمر), né entre 1950 et 1962, et mort le 23 avril 2013,, est un chef militaire, chef religieux et homme politique afghan. 
Il est le chef des talibans de 1994 jusqu'à sa mort ; il dirige l'émirat islamique d'Afghanistan, qui contrôle de facto l'Afghanistan de 1996 à 2001. Le 4 avril 1996, il est proclamé « commandeur des croyants » par ses partisans. Après la défaite des talibans lors du début de l'opération Enduring Freedom, le mollah Omar, qui vit dans la clandestinité, est activement recherché par les Américains. Sa fuite en moto, en 2002, alors qu'il est encerclé, reste fameuse. De nombreuses rumeurs indiquent qu'il se cache au Pakistan jusqu'en juillet 2015. Il est probablement mort en 2013.

## Biographie

### Origine géographique, ethnique et sociale
Né près de Kandahar, dans le village de Now Deh, et appartenant à l'ethnie pachtoune de la tribu Hotak, la branche Gilzaï des Pachtounes, Omar est issu d'un milieu paysan, ce qui influence beaucoup ses idées. Selon le documentaire Le dernier calife d'Afghanistan, Omar aurait été orphelin de père dès l'âge de trois ans. C'est ainsi que sa mère se marie avec l'un de ses oncles.

### La guerre de 1979
Durant la guerre d'Afghanistan contre les Soviétiques, Omar se serait rallié à la résistance et aurait perdu un œil pendant un combat, après avoir été blessé par un éclat d'obus.
Arabophone, il lit les ouvrages d'Abdallah Azzam, et enseigne dans une madrassa de Quetta (Pakistan), puis à Karachi, où il rencontre Oussama ben Laden, dont il devient proche, même si ce dernier refuse de lui laisser épouser sa fille.
Il rejoint les rangs pachtounes du Parti islamique (Hezb-e-Islami) de Mohammad Younes Khalis opposé au régime de Mohammad Najibullah en 1989-1992, après le départ des Soviétiques.

### De l'école coranique au djihad taliban
Après avoir suivi des cours de théologie dans un séminaire deobandi pakistanais à la frontière, il se rend dans un village de la région de Kandahar, Sangesar, pour y fonder une école coranique. Il prend alors le titre de mollah. Au printemps 1994, des villageois se plaignent auprès de lui de l'enlèvement de deux jeunes filles par un chef local. Le mollah Omar réunit alors trente étudiants, talibans, armés. Il capture le chef local à l'aide de ses étudiants et le pend au canon d'un char. Il se sent alors investi d'une mission divine. Le mouvement taliban fait alors son apparition en Afghanistan en 1994 et gagne rapidement du terrain, notamment parmi les populations pachtounes, apparaissant comme une alternative à la guerre civile.

### Commandeur des croyants de l'émirat islamique d'Afghanistan

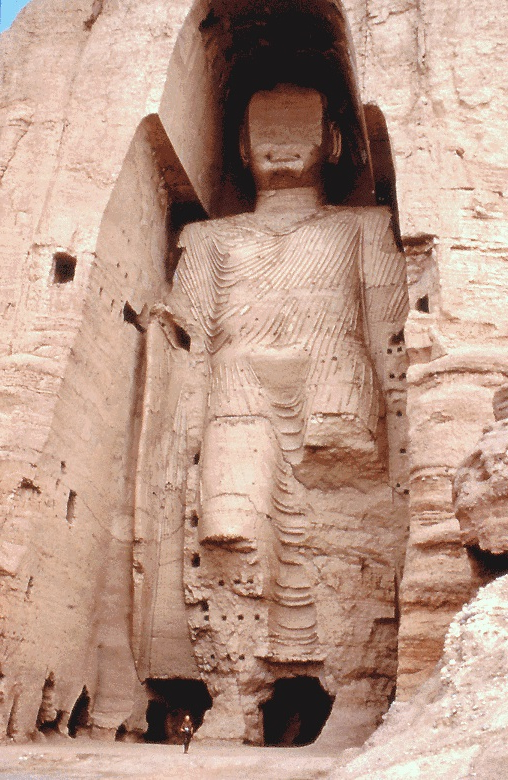
Bouddhas de Bâmiyân. Le mollah Omar est le principal commanditaire de leur destruction, survenue en mars 2001.

Le 3 avril 1996 à Kandahar, le mollah Omar est désigné « commandeur des croyants » par une assemblée de 1 527 oulémas venus d'Afghanistan, du Pakistan et d'Iran. Devant l'assemblée, à Kharqa Sharif, il se drape d'une cape conservée dans une mosquée locale qui aurait été portée jadis par le prophète Mahomet. L'élection est cependant contestée par les ouléma liés aux grandes familles Gaylâni et Mojaddidi qui y voient une « contestation de l'ancienne hiérarchie religieuse »,,.
En 1996, Kaboul est prise par les talibans et, en 2000, ces derniers contrôlent 90 % du territoire afghan et 95 % des zones de production de l'opium. Éprouvée par la guerre civile, la population se rallie à eux.
Bien que dirigeant de fait l'Afghanistan, le mollah Omar se fait remarquer par sa discrétion, quittant peu sa maison de Kandahar. Il ne se rendit que deux fois à Kaboul, qu'il considérait comme une ville pervertie et occidentalisée. Il ne donne que très peu d'entrevues, et on ne possède que très peu de photos de lui. Une des photos censées le représenter, et qui fut un temps utilisée par la presse, puis par la Central Intelligence Agency (CIA) sur des affiches de recherche, a été revendiquée comme étant celle d'un villageois contraint de se cacher après sa diffusion massive et la promesse de récompense de dix millions de dollars qui l'accompagnait.
S'il exerce une haute influence, le mollah Omar ne dirige pas le gouvernement de Kaboul. Sa conduite est déléguée à une choura de Quetta, qui s'élargit au fil des années, et qui devient de fait le gouvernement du pays. À sa tête se trouve le mollah Rabbani, nommé chef du « Conseil de surveillance ». Un autre choura se maintient à Kandahar, auprès du mollah Omar.
Il promulgue également plusieurs décrets. En 1999, il interdit le lévirat. En juillet 2000, il décrète une interdiction de cultiver le pavot, car anti-islamique, alors que le pays était considéré comme premier producteur mondial de pavot à cette date.
En 1999, le mollah Omar ordonne la protection du patrimoine historique et demande même l'inscription des Bouddhas de Bâmiyân au patrimoine mondial de l'Unesco. Deux années plus tard, il fait volte-face en décrétant les statues idolâtres et en ordonnant leur destruction dans tout le pays,. Les œuvres des musées de Kaboul, Ghazni et Hérat sont saccagées. Le 1er mars 2001, les talibans commencent la destruction des Bouddhas de Bâmiyân au moyen d'explosifs et de tirs d'artillerie. Les deux statues disparaissent après onze jours de bombardement intensif, causant une vive émotion dans le monde,.
Dans sa volonté d'instaurer un état islamique strict, il fait fermer les écoles de filles, interdit aux femmes de se déplacer seules dans les rues sans être accompagnées par un homme, déclare illégales la musique, les cassettes vidéo, les photographies d'êtres vivants et la pratique du cerf-volant. Il fait régner la peur en répondant par des punitions brutales — allant jusqu'à des exécutions en public — à ceux qui ne partagent pas sa vision d'un islam strict.

### La guerre contre les États-Unis et la fuite en moto
Ayant accueilli les combattants d'Oussama ben Laden qui lui prête allégeance en 1997 et qui épouse une de ses filles, Omar subit la guerre américaine contre l'Afghanistan en 2001, et perd le contrôle du pays. D'autres sources annoncent que le mollah Omar aurait épousé à son tour et en troisièmes noces l'une des filles de ben Laden. En octobre 2001, il fait sa dernière apparition publique. 
En janvier 2002, alors qu'il vit désormais dans la clandestinité et que le commandant pro-taliban Abdul Ahad, qui lui avait pourtant accordé l'asile, venait d'annoncer sa reddition et celle de ses hommes, il fuit au moyen d'une moto de marque Honda alors qu'il venait d'être repéré par des poursuivants afghans et américains à Baghran, village montagneux de la province du Helmand, située au sud du pays. Sa présence au Pakistan est relatée pour la première fois par la presse en 2004.
Le mollah Omar continue alors à se considérer comme le commandeur des croyants, son autorité sur « les groupes d'insurgés est incertaine ». Pour les rassembler, il crée le « Conseil des combattants unis » en février 2009. Il recrute des troupes dans les camps de réfugiés afghans au Pakistan et reçoit des renforts de plusieurs centaines de djihadistes venus du monde entier. 
En 2011, il est toujours recherché par les services secrets américains, qui offrent une récompense de plus de 10 millions d'USD pour sa capture. Les autorités afghanes tiennent alors pour certain qu'il réside à Quetta capitale de la province frontalière méridionale du Baloutchistan,. En janvier 2011, le journal américain The Washington Post révèle un rapport de l'Eclipse Group (en), un organisme privé de renseignement, affirmant que le mollah Omar aurait été victime d'un accident cardio-vasculaire et hospitalisé quelques jours dans une clinique de Karachi, la plus grande ville du Pakistan, sous la protection et la bénédiction de l'Inter-Services Intelligence (ISI, les services pakistanais de contre-espionnage),. L'information a été infirmée aussi bien par les talibans que par l'armée pakistanaise. Le 23 mai 2011, Lutfullah Mashal, porte-parole de la Direction nationale de la sécurité afghane (les services secrets afghans), affirme, information relayée par une chaîne afghane de télévision et une agence chinoise de presse, que le mollah Omar aurait pu être tué au cours d'une opération des services pakistanais alors qu'il aurait exceptionnellement quitté son refuge de Quetta pour se rendre au Waziristan du Nord. L'information n'est pas confirmée et a été immédiatement démentie par les talibans,.
Le 6 avril 2015, dix-neuf ans après sa proclamation comme commandeur des croyants, les talibans publient une biographie du mollah Omar dans laquelle ils affirment qu'il serait toujours en vie. L'objectif de cette publication est probablement de contrer l'influence de l'État islamique. Le texte, publié sur le site officiel des talibans, et édité en pachtoune et en anglais, décrit ses activités religieuses au cours desquelles « il commencerait sa journée de travail par les prières à Allah tout-puissant et la récitation du saint Coran », mais aussi djihadistes et privées, et prétendument « dans les conditions actuelles ».

### Mort
Le 29 juillet 2015, les services de renseignement afghans annoncent sa mort « dans un hôpital de Karachi (sud du Pakistan) en avril 2013 (...) dans des circonstances mystérieuses ». Des rumeurs annonçant sa mort circulaient quelques jours plus tôt, puisque aucun enregistrement audio ou vidéo du mollah n'avait été publié par les talibans. Selon le journaliste pakistanais Rahimullah Yousoufzai, Omar serait mort dans un village de la province de Helmand, située au sud de l'Afghanistan. La Maison-Blanche juge l'information « crédible ». Finalement, les talibans confirment sa mort le lendemain. Elle aurait eu lieu selon eux à la suite d'une « maladie », le 23 avril 2013 au sud de l'Afghanistan,. C'est là-bas qu'il aurait été inhumé. Selon The News, quotidien pakistanais, Omar aurait même été enterré dès janvier 2013. Des sources prétendaient précédemment qu'il était atteint de diverses maladies. Le communiqué précise également que la famille du mollah s'excusait pour « toutes les erreurs faites quand il dirigeait l'Afghanistan ». Les talibans avaient précédemment annoncé que sa mort était récente après que son état de santé se fût « détérioré » lors des « deux dernières semaines ». L'information avait été précédemment annoncée par des sources anonymes gouvernementales et talibanes.
Le 1er août 2015, le Renseignement américain et la Maison-Blanche qui qualifie la nouvelle de « chance pour davantage de progrès sur la voie d'un Afghanistan stable et sûr », confirment à leur tour l'information, sans donner les raisons de sa mort. 
Durant cette période de deux années, le groupe a continué à faire croire qu'Omar était encore en vie, notamment en lui attribuant divers communiqués dont le dernier date du 17 juillet 2015, le jour de la fête musulmane de l'Aïd el-Fitr, qui est parsemé de versets du Coran et appelle à négocier avec le gouvernement afghan. Selon le journaliste Wassim Nasr, c'est la première fois qu'un groupe djihadiste cache la mort d'un de ses chefs pendant plus de deux années. Selon lui, ce retard pourrait être expliqué par des « raisons locales et tribales ».
Selon deux commandants afghans anonymes présents, le mollah Akhtar Mohammad Mansour a été élu nouveau chef des talibans lors d'une choura (assemblée) qui s'est tenue dans les environs de Quetta, au Pakistan. Mansour était jusqu'alors chef de facto des talibans depuis que le mollah Omar avait disparu du paysage politique. Le numéro deux du mouvement serait Sirajuddin Haqqani. Quelques jours plus tard, la famille d'Omar refusa la nomination de Mansour et demanda un arbitrage des théologiens du groupe.
Le 6 novembre 2022, les talibans dévoilent la tombe du mollah Omar lors d'une cérémonie organisée à Omarzai (district de Shamulzayi (en)) en présence de plusieurs dignitaires de l'émirat islamique d'Afghanistan parmi lesquels le Premier ministre Mohammad Hassan Akhund, le vice-Premier ministre Abdul Ghani Baradar, le ministre de la Défense Mohammad Yaqoub et le ministre de l'Intérieur Seraj Haqqani,,.

## Documentaire
- Le dernier calife d'Afghanistan, Claire Billet, Leslie Knott et Bette Dam, 2014. (présentation sur Arte).